# La Maquinista Terrestre i Marítima

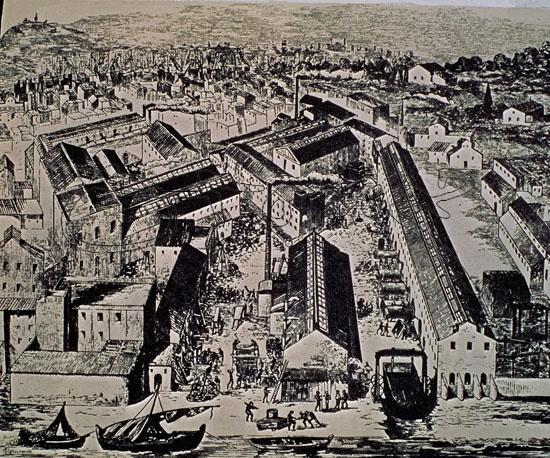
Gravat del dels tallers de La Maquinista Terrestre i Marítima a la Barceloneta

La Maquinista Terrestre i Marítima fou una empresa catalana fundada el 14 de setembre de 1855 a partir de la fusió dels tallers metal·lúrgics de Valentí Esparó i Giralt (Valentín Esparó y Consocios, procedent de la liquidació de la societat Bonaplata, Vilaregut, Rull i Cia el 1839) i la societat «La Barcelonesa» (posteriorment Tous, Ascacíbar i Cia), fundada el 1838 per Nicolau Tous i Soler, Nicolau Tous i Mirapeix i Celedonio Ascacíbar, ubicada a l'antic Convent de Sant Agustí Nou.
En els seus inicis estava dedicada a la construcció de tota mena de maquinària pesant. Els principals accionistes van ser, a més dels co-fundadors, Ramon Bonaplata, Josep M. Serra, Joan Güell i Ferrer i José Antonio de Mendiguren. Els seus primers tallers es construïren el 1861 a la Barceloneta, amb una superfície total de 17.500 m². amb 1.200 treballadors. De seguida es va convertir en la principal empresa de transformacions metal·lúrgiques del país, i va tenir una repercussió tècnica, econòmica, pràctica, en el paisatge i en l'imaginari col·lectiu i en una nova percepció i ocupació del territori.
Fou la principal constructora d'obres metàl·liques, de maquinària industrial, de motors diesel per a vaixells, de locomotores de vapor, de tota mena de peces per a tots els sectors industrials, el 1895 fou l'encarregada de construir el dic flotant del Port de Barcelona, etc. I al mateix temps, va ser una veritable escola pels enginyers catalans. El 1917 construí la segona fàbrica a Sant Andreu de Palomar (on actualment es troba el Parc de La Maquinista de Sant Andreu) amb una extensió de més de 100.000 m², arribant a una plantilla de 3.000 treballadors.
Cap al 1965 els tallers de la Barceloneta van ser desmantellats, mantenint-se com magatzem de productes que encara que finalitzats no van ser venuts fins a més endavant. Cap a 1993 els tallers de Sant Andreu van ser desmantellats per complet, traslladant-se a uns tallers construïts entre els municipis de Santa Perpètua de Mogoda i Mollet del Vallès, fonent-se amb la també veterana MACOSA i ambdues comprades per la multinacional francesa GEC ALSTHOM, grup que el 1998 va canviar el seu nom per l'actual Alstom.
El 1998 el comitè d'empresa de La Maquinista Terrestre i Marítima va obtenir la Medalla d'Honor de Barcelona pel manifest dictat el 1993 per tal de preservar les senyes d'identitat de l'empresa.